# Championnat des îles Féroé de football 2020
Navigation
Betrideildin 2019 Betrideildin 2021
La saison 2020 du championnat des îles Féroé de football est la soixante-dix-huitième édition de la première division féroïenne. Pour des raisons de parrainage le championnat a été renommé en Betrideildin à la suite du parrainage de la Betri Banki. Les dix clubs participants au championnat sont confrontés à trois reprises aux neuf autres, soit un total de 27 matchs. En fin de saison, les deux derniers du classement sont relégués et remplacés par les deux meilleurs clubs de 1. deild, la deuxième division féroïenne.
La saison devait débuter le 8 mars avant d'être reporté au 15 mars en raison de la pandémie de Covid-19. La saison commence finalement le 9 mai 2020 et doit se finir le 7 novembre 2020.
Le tenant du titre est le KÍ Klaksvík. Aucun club n'a été promu, les trois premiers clubs de deuxième division étant des équipes réserves.
Le HB Tórshavn remporte son 24e titre lors de l'avant-dernière journée.

## Qualifications en coupe d'Europe
Le championnat ouvre l'accès à trois places européennes :
- le champion est qualifié pour le premier tour de qualification de la Ligue des champions 2020-2021.
- le deuxième et le troisième sont qualifiés pour le premier tour de qualification de la Ligue Europa 2020-2021.

Le vainqueur de la Løgmanssteypið est qualifié pour le premier tour de qualification de la Ligue Europa 2020-2021. S'il est déjà qualifié pour cette compétition via la Betrideildin, le championnat offre une place européenne supplémentaire.

## Participants
| \| EBS SÍF B36 HB AB ÍF KÍ NSÍ TB VÍK \| Localisation des clubs engagés dans le championnat 2020. |
| EBS SÍF B36 HB AB ÍF KÍ NSÍ TB VÍK                                                                |

Légende des couleurs
- Premier tour de qualification de la Ligue des Champions 2020-2021
- Premier tour de qualification de la Ligue Europa 2020-2021

| Club            | Ville        | Classement 2019 | Stade                | Capacité théorique |
| --------------- | ------------ | --------------- | -------------------- | ------------------ |
| TB Tvøroyri     | Tvøroyri     | 8               | Við Stórá            | 4 000              |
| AB Argir        | Argir        | 7               | Argir Stadium        | 2 000              |
| B36 Tórshavn    | Tórshavn     | 2               | Gundadalur           | 5 000              |
| ÍF Fuglafjørður | Fuglafjørður | 10              | Fuglafjørdur Stadium | 3 000              |
| EB/Streymur     | Streymnes    | 9               | Við Margáir          | 1 000              |
| HB Tórshavn     | Tórshavn     | 4               | Gundadalur           | 5 000              |
| KÍ Klaksvík     | Klaksvík     | 1               | A Dgupumirum         | 4 000              |
| NSÍ Runavík     | Runavík      | 3               | Runavík Stadium      | 2 000              |
| Skála ÍF        | Skála        | 6               | Skála Stadium        | 2 000              |
| Víkingur Gøta   | Leirvík      | 5               | Serpugerði Stadium   | 2 000              |

## Compétition
Le classement est établi sur le barème de points classique (victoire à 3 points, match nul à 1, défaite à 0).
Pour départager les égalités, on tient d'abord compte de la différence de buts générale, puis du nombre de buts marqués, puis des confrontations directes et enfin si la qualification ou la relégation est en jeu, les deux équipes jouent une rencontre d'appui sur terrain neutre.

### Classement
| Rang | Équipe          | Pts | J  | G  | N | P  | Bp | Bc | Diff |
| ---- | --------------- | --- | -- | -- | - | -- | -- | -- | ---- |
| 1    | HB Tórshavn C   | 69  | 27 | 22 | 3 | 2  | 81 | 23 | +58  |
| 2    | NSÍ Runavík     | 63  | 27 | 20 | 3 | 4  | 58 | 26 | +32  |
| 3    | KÍ Klaksvík T S | 62  | 27 | 19 | 5 | 3  | 72 | 25 | +47  |
| 4    | B36 Tórshavn    | 59  | 27 | 19 | 2 | 6  | 77 | 37 | +40  |
| 5    | Víkingur Gøta   | 47  | 27 | 15 | 2 | 10 | 55 | 44 | +11  |
| 6    | ÍF Fuglafjørður | 26  | 27 | 7  | 5 | 15 | 34 | 59 | -25  |
| 7    | EB/Streymur     | 24  | 27 | 7  | 3 | 17 | 26 | 65 | -39  |
| 8    | TB Tvøroyri     | 18  | 27 | 4  | 6 | 17 | 20 | 42 | -22  |
| 9    | AB Argir        | 10  | 27 | 1  | 7 | 19 | 21 | 73 | -52  |
| 10   | Skála ÍF        | 7   | 27 | 1  | 4 | 22 | 22 | 72 | -50  |

| Légende : Qualifications et relégations | Légende : Qualifications et relégations |
| --------------------------------------- | --- |
|                                         | Qualification pour le tour préliminaire de la Ligue des champions 2021-2022                                                                     |
|                                         | Qualification pour le premier tour de qualification de la Ligue Europa Conférence 2021-2022                                                     |
|                                         | Barrage de relégation en 1. deild 2021 |
|                                         | Relégation en 1. deild 2021 |
|                                         | T : Tenant du titre C : Vainqueur de la Coupe des îles Féroé 2020 S : Vainqueur de la Supercoupe des îles Féroé 2020 P : Promu de 1. deild 2019 |

### Barrage de relégation
À la fin de la saison, l'avant-dernier du championnat affronte la deuxième meilleure équipe de deuxième division (qui n'est pas une équipe réserve) pour tenter de se maintenir.
| 30 novembre 2020 | AB Argir(D1) | 2–3 ap          | B68 Toftir (D2) | Svangaskarð (Toftir) |  |
| 20 h 00          |              | (0–1, 1–1, 1–2) |                 |                      |  |

## Bilan de la saison
| Championnat des îles Féroé de football 2020 |                         |
| Champion                                    | HB Tórshavn (24e titre) |
| Coupes et trophées                          |                         |
| Vainqueur de la Coupe des îles Féroé 2020   | HB Tórshavn             |
| Qualifications continentales                |                         |
| Ligue des champions de l'UEFA 2021-2022     | HB Tórshavn             |
| Ligue Europa Conférence 2021-2022           | NSÍ Runavík             |
| Ligue Europa Conférence 2021-2022           | KÍ Klaksvík             |
| Promotions et relégations                   |                         |
| Promus en Betrideildin                      | 07 Vestur               |
| Promus en Betrideildin                      | B68 Toftir              |
| Relégués en 1. deild                        | AB Argir                |
| Relégués en 1. deild                        | Skála ÍF                |